# Shari (Sängerin)
Shari (* 14. Oktober 2002 als Shari Noioso in Monfalcone) ist eine italienische Popsängerin.

## Werdegang
Die Sängerin lebte ab ihrem 10. Lebensjahr in Udine. Sie lernte früh Klavier und Gesang. Erst 13-jährig nahm sie 2015 an der Castingshow Tú sí que vales auf Canale 5 teil. Anschließend veröffentlichte sie bei Warner mehrere Singles und ging mit Il Volo auf Tournee. 2019 war Shari im Lied Sale von Benji & Fede zu hören, im selben Jahr schaffte sie es im Wettbewerb Sanremo Giovani mit Stella bis ins Finale.
Ab 2020 experimentierte die Sängerin vermehrt mit neuen musikalischen Einflüssen, speziell aus der Black Music. 2021 war sie im Lied L’angelo caduto des Rappers Salmo zu hören. Mit Fake Music präsentierte sie bei Sony 2022 ihre erste eigene EP. Durch Sanremo Giovani qualifizierte sich Shari Ende 2022 für die Teilnahme am Sanremo-Festival 2023.

## Diskografie
EPs
- Fake Music (Sony; 2022)

Singles (Auswahl)

| Jahr | Titel Album          | Höchstplatzierung, Gesamtwochen, AuszeichnungChartsChartplatzierungen (Jahr, Titel, Album, Platzierungen, Wochen, Auszeichnungen, Anmerkungen) | Anmerkungen                                 |
| Jahr | Titel Album          | IT | Anmerkungen                                 |
| ---- | -------------------- | --- | ------------------------------------------- |
| 2019 | Sale Good Vibes      | IT67 Gold · (9 Wo.)IT | Benji & Fede feat. Shari Verkäufe: + 35.000 |
| 2021 | L’angelo caduto Flop | IT25 Gold · (3 Wo.)IT | Salmo feat. Shari Verkäufe: + 50.000        |
| 2023 | Egoista –            | IT38 (2 Wo.)IT | Beitrag für das Sanremo-Festival 2023       |

## Belege
1. ↑  Vincenzo Chianese: Chi è Shari? Età, fidanzato e Instagram. In: Novella 2000. 11. Februar 2023, abgerufen am 13. Februar 2023 (italienisch).
2. ↑  Jacopo Pasqui: Shari. In: Boh Magazine. Abgerufen am 11. Januar 2023 (italienisch).
3. ↑  Shari: chi è la cantante di "L'angelo caduto", il brano nel nuovo album di Salmo. In: Billboard Italia. 1. Oktober 2021, abgerufen am 12. Januar 2023 (italienisch).
4. ↑  Shari, biografia. Rai, abgerufen am 12. Januar 2022 (italienisch).
5. ↑  Archivio classifiche Top Singoli. FIMI, abgerufen am 12. Januar 2023 (italienisch).
6. 1 2  Certificazioni. FIMI, abgerufen am 12. Januar 2023 (italienisch).

| Personendaten    | Personendaten               |
| ---------------- | --------------------------- |
| NAME             | Shari                       |
| ALTERNATIVNAMEN  | Noioso, Shari (Geburtsname) |
| KURZBESCHREIBUNG | italienische Popsängerin    |
| GEBURTSDATUM     | 14. Oktober 2002            |
| GEBURTSORT       | Monfalcone                  |